# لويد ستانتون
لويد ستانتون (بالإنجليزية: Lloyd Stanton)‏ هو مخرج بريطاني، ولد في يناير 1965.

## وصلات خارجية
- لويد ستانتون على موقع IMDb (الإنجليزية)